# Pretty Girls Make Graves
Pretty Girls Make Graves war eine US-amerikanische Neo-Punk-Band aus Seattle, die sich nach einem Song der Smiths benannt hatte. Oft wurde ihr Stil auch als Post-Hardcore bezeichnet. Unter anderem spielten die einzelnen Mitglieder in Bands wie den Death Wish Kids, Bee Hive Vaults, Kill Sadie und den Murder City Devils. Ihr zweites Album "The New Romance" fand viel Anerkennung bei Kritikern.
Ende Januar 2007 löste sich die Band auf, nachdem Drummer Nick die Band verlassen hatte. Im offiziellen Statement der Band hieß es, dass man ohne ihn nicht weitermachen will. Gitarrist Jason Clark gründete mit zwei Ex-Mitgliedern von The Blood Brothers 
die Band Jaguar Love, verließ diese aber bereits wieder und wird bei aktuellen Auftritten der Band durch einen Drumcomputer ersetzt.

## Diskografie
- 2002 Good Health (Album)
- 2003 The New Romance (Album)
- 2006 Èlan Vital (Album)